# Chris Adler
Christopher James Adler, född 23 november 1972, är en amerikansk metaltrummis, mest känd som medlem i Lamb of God. Han är äldre bror till bandkamraten och gitarristen Willie Adler.

## Biografi
Under sin tid i college på Virginia Commonwealth University i Richmond, Virginia mötte han sina framtida bandkamrater i Lamb of God, basisten John Campbell och gitarristen Mark Morton. Innan han blev medlem i Lamb of God planerade Adler en yrkeskarriär som nätverksingenjör. 
Vanligtvis skriver Adler sina trumpartier efter att någon i bandet kommit med några riff och idéer. Han har inspirerats av olika trummisar inom metalscenen såsom Lars Ulrich i Metallica, Shannon Larkin i Godsmack, Dave Lombardo i Slayer, och Vinnie Paul, tidigare i Pantera, Damageplan och i bandet Hellyeah innan han gick bort 22 juni 2018, och även andra trumslagare som Bill Bruford, Terry Bozzio och Billy Cobham.

## Diskografi

### Med Exit-In
- Demo (1988)

### Med Calibra
- Demo (1989)

### Med Cry Havoc
- Demo (1993)

### Med Jettison Charlie
- Hitchhiking to Budapest (1994, Turn of The Century)
- "Legions of The Unjazzed"/"I Love You, You Bastard" EP (1996, Peas Kor Records)

### Med Grouser
- Demo (1996)

### Med Burn the Priest
- Demo (1995)
- Split med ZED (1997, Goatboy Records)
- Split med Agents of Satan (1998, Deaf American Recordings)
- Sevens and More (1998, mp3.com)
- Burn the Priest (1998, Legion Records)

### Med Lamb of God
- New American Gospel (2000, Prosthetic Records)
- As the Palaces Burn (2003, Prosthetic Records)
- Ashes of the Wake (2004, Epic Records)
- Killadelphia (2004, Epic Records)
- Sacrament (2006, Epic Records)
- Wrath (2009, Epic Records)

DVD
- Terror And Hubris (2004, Prosthetic Records)
- Killadelphia (2005, Epic Records)
- Sacrament (2006, Epic Records)
- Walk With Me In Hell DVD (2008, Roadrunner Records/Epic Records)

### Med EvilDeathInc.
- "Full On", Now That's Metal, samlings-CD  (1996, mp3.com)
- Sevens and More (1998, mp3.com),
- Bedroom Compilation (1995, FFF)

### Solo
- Drum Nation Volume 3 (2006, Magna Carta) feat. Ron Jarzombek
- Chris Adler and Jason Bittner: Live på Modern Drummer Festival 2005 DVD (2006, Hudson Music)